# Sachkundenachweis für Seenotsignalmittel

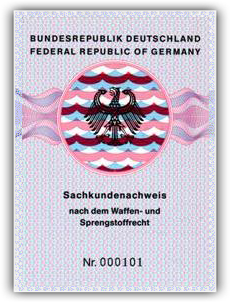

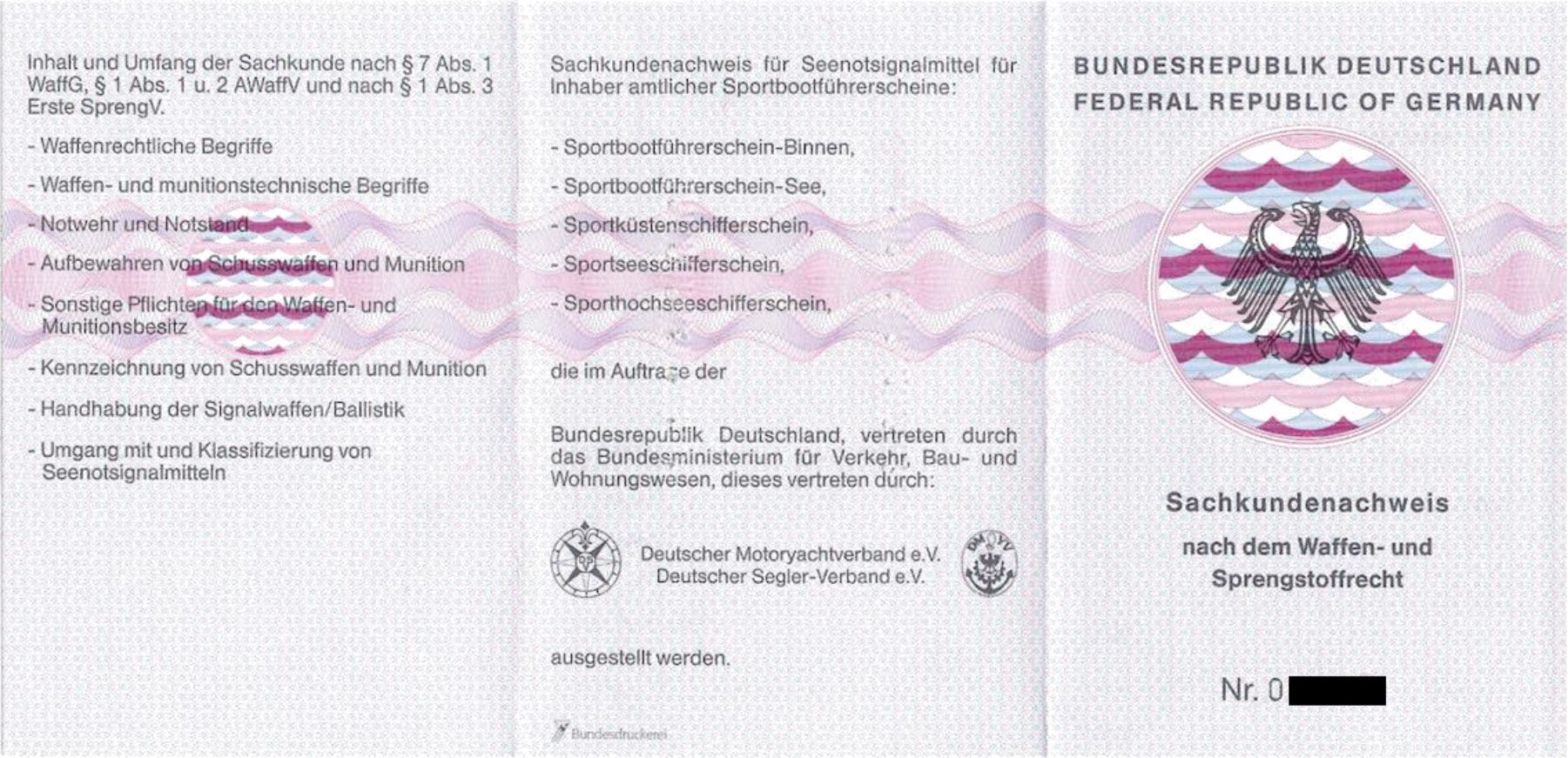
Alter Sachkundenachweis für Seenotsignalmittel – Außenseite

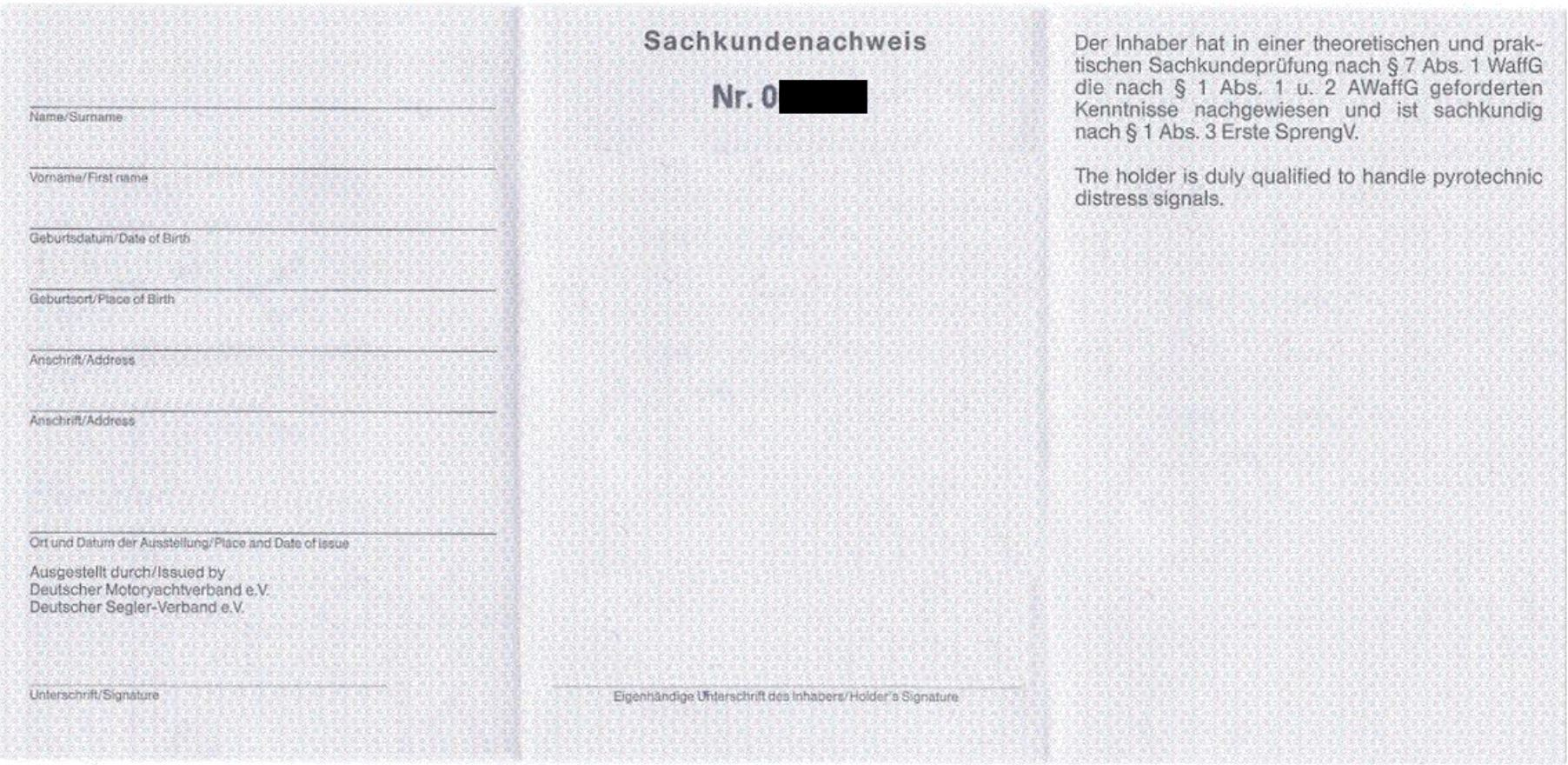
Alter Sachkundenachweis für Seenotsignalmittel – Innenseite

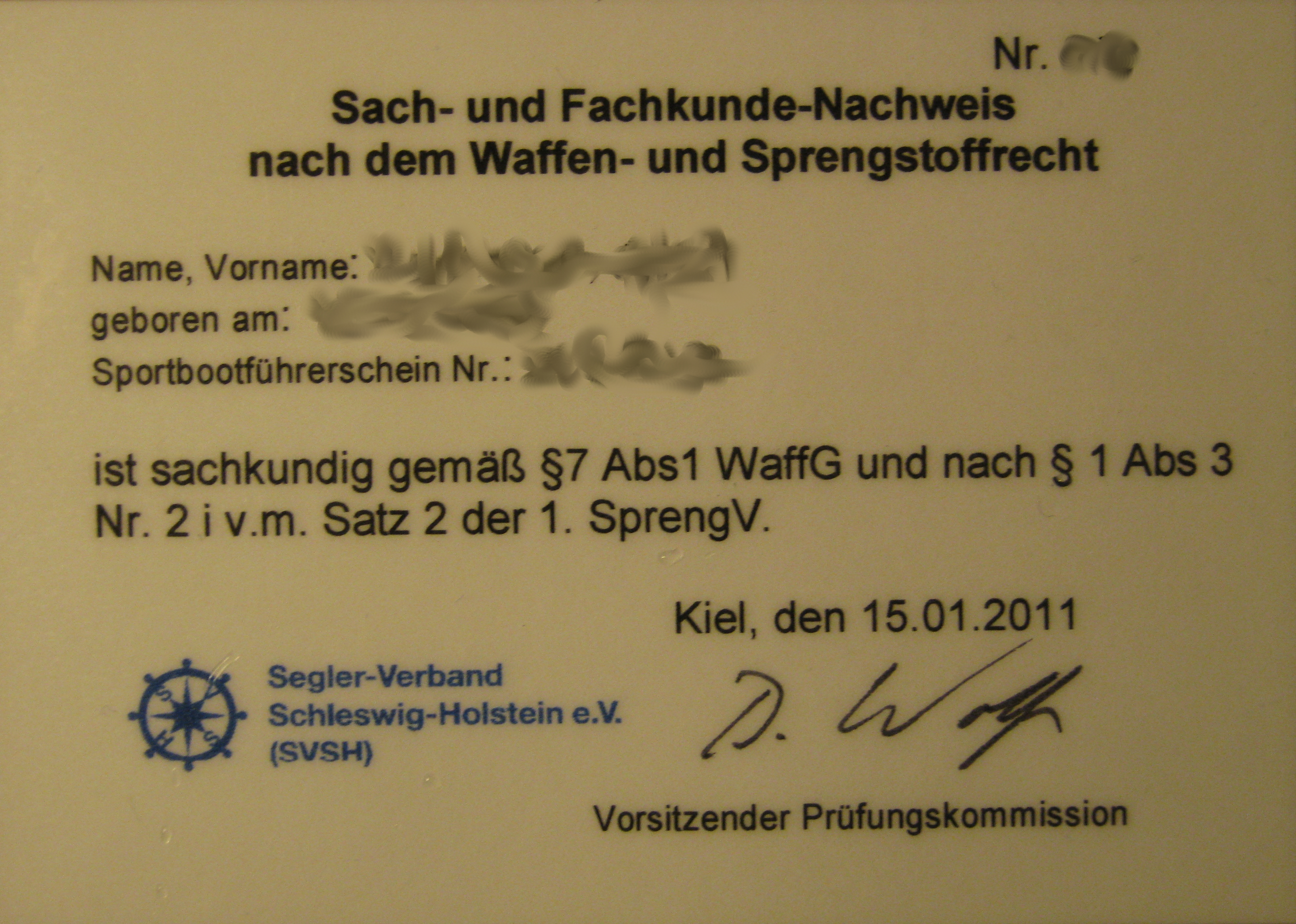
Ein vom Seglerverband Schleswig-Holstein ausgestellter Sachkundenachweis für Seenotsignalmittel

Der Sachkundenachweis für Seenotsignalmittel nach dem Waffen- und Sprengstoffrecht (SKN) ist neben dem Bedürfnis und der persönlichen Zuverlässigkeit der zu erbringende Nachweis, um eine Waffenbesitzkarte für eine Signalpistole erteilt zu bekommen. Der SKN beinhaltet zudem den Fachkundenachweis für Seenotsignalmittel (FKN).

## Erwerb
Der Bewerber muss mindestens 18 Jahre alt sein. Ein Sportbootführerschein (egal ob See oder Binnen) wird hierfür nicht benötigt.
Um den SKN zu erhalten, muss eine Prüfung bei einer zuständigen staatlichen Stelle abgelegt werden. In der Vergangenheit haben unter anderem der Deutsche Segler-Verband (DSV) oder der Deutsche Motoryachtverband (DMYV) die Prüfung abgenommen. Aufgrund unklarer Rechtslage gerade in Bezug auf die Signalpistole und deren Klassifizierung als „Waffe“ haben sich beide Verbände um das Jahr 2008 von dem SKN zurückgezogen. Innerhalb des DSV bot der Segler-Verband Schleswig-Holstein (SVSH) noch bis März 2025 Prüfungen zum SKN an. Inzwischen wird jedoch auch nur ein Lehrgang zur Erlangung des Fachkundenachweis für Seenotsignalmittel angeboten. Das Erlangen des SKN ist damit ausschließlich über privatwirtschaftliche Anbieter von individuellen staatlich anerkannten Lehrgängen (z. B. Boots- oder Segelschulen) möglich.
Durch die schwindende Anzahl von Anbietern für Kurse zum Erwerb des SKN sowie die komplizierte Rechtslage im Bezug auf Signalpistolen verliert er zunehmend an Bedeutung. Dennoch ist er nach dem Waffengesetz im Normalfall eine zwingende Voraussetzung zum Erhalt einer Erwerbserlaubnis für eine Signalpistole.

## Prüfung
Die Prüfung besteht aus einer theoretischen und einer praktischen Prüfung.
In der theoretischen Prüfung ist ein Fragebogen mit 18 Fragen aus einem Katalog von 104 Fragen zu Themen der Gesetzeskunde aus dem Waffen-, Straf-, Sprengstoff- und Seeverkehrsrecht sowie Gerätekunde zu beantworten. Der Fragenkatalog wird vom Bundesverwaltungsamt zur Verfügung gestellt (Kapitel IV) und ist verbindlich. Die Prüfung besteht sowohl aus Multiple-Choice-Fragen (bei denen auch mehrere bzw. alle Antwortauswahlmöglichkeiten richtig sein können) als auch aus frei zu beantwortenden Fragen. Bei jeder Frage können maximal 2 Punkte erreicht werden, insgesamt also 36 Punkte. Bei 26 oder mehr Punkten gilt die theoretische Prüfung als bestanden.
In der praktischen Prüfung ist die sichere Handhabung der Seenotsignalmittel (Signalrakete, Fallschirmsignalraketen, Handfackeln, Rauchsignale) im tatsächlichen Gebrauch nachzuweisen. Die Unterscheidung der verschiedenen Munitionstypen anhand des Patronenbodens sowie das korrekte Verhalten im Falle eines Munitionsversagens sind ebenfalls prüfungsrelevant.

## Dokument
Nach bestandener Prüfung wird ein Prüfungszeugnis oder ein Sichtausweis in je nach Anbieter verschiedenen Formaten ausgehändigt.
Nachdem sich der DSV von der Prüfungsabnahme zurückgezogen hatte, wurden die „Zettel“ vom DSV nicht mehr ausgegeben. Auch der an die Sportbootführerscheine angelehnte in Rottönen gehaltene „Sachkundenachweis nach dem Waffen- und Sprengstoffrecht“ wurde nicht mehr ausgestellt, nachdem der DSV eine Anzeige wegen missbräuchlicher Verwendung staatlicher Hoheitszeichen erhalten hatte.

## Befähigung

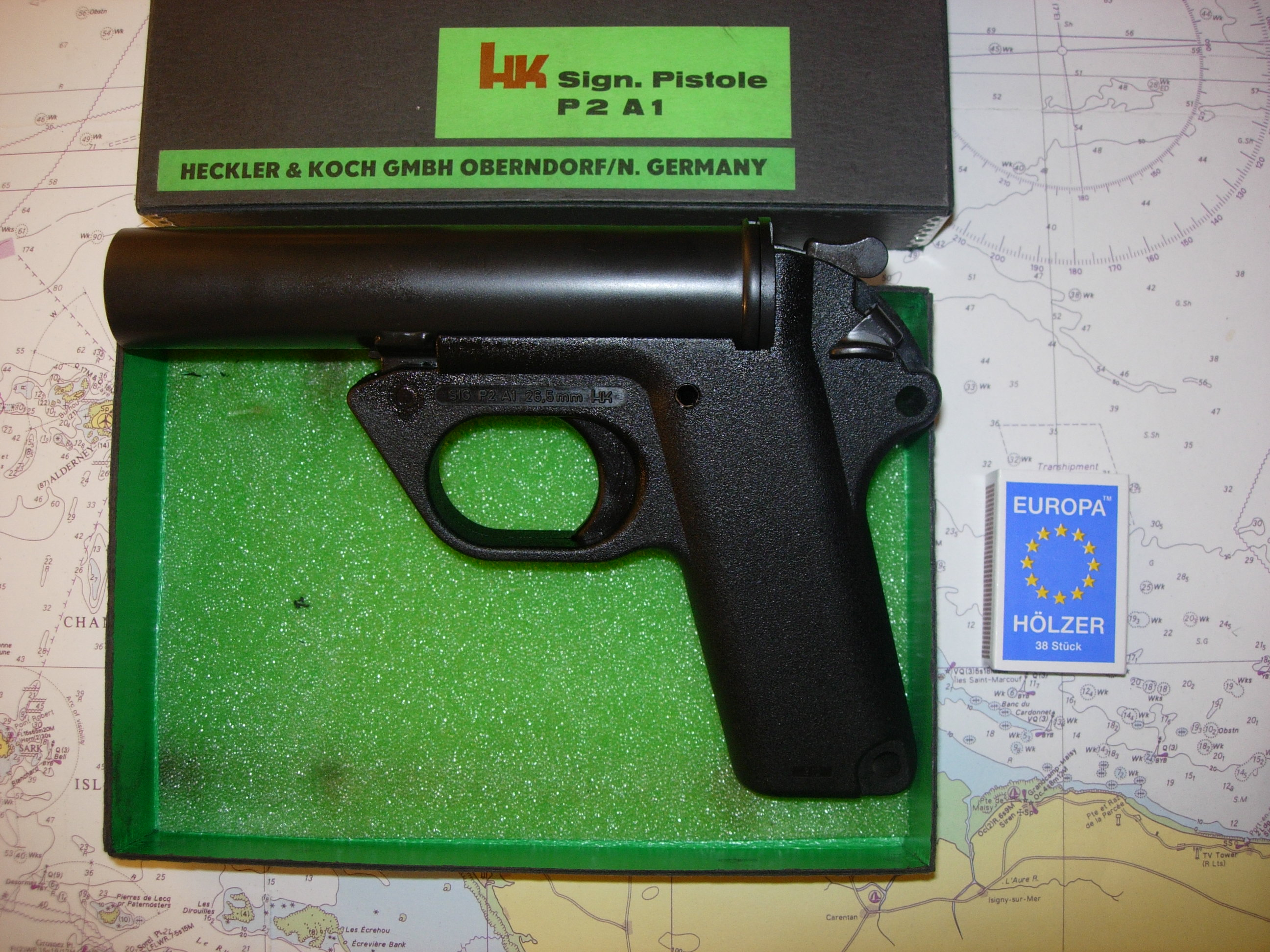
Eine Signalpistole

Der Sachkundenachweis weist nach, dass der Inhaber die entsprechende Sachkunde zum sicheren Umgang mit einer Signalpistole hat. Der Nachweis berechtigt jedoch nicht zum Erwerb von einer Signalpistole oder der zugehörigen Munition. Dafür ist eine Waffenbesitzkarte erforderlich.
Um als Skipper eine Waffenbesitzkarte von der örtlich zuständigen Behörde zu bekommen, muss der Bewerber drei Voraussetzungen erfüllen:
- Bedürfnis. Ein Bedürfnis liegt vor, wenn der Bewerber im Besitz eines seegängigen Sportbootes ist oder durch Charterverträge nachweisen kann, dass er häufig Sportboote chartert, auf denen keine Signalpistole vorhanden ist.
- Zuverlässigkeit. Die Zuverlässigkeit wird von den Behörden geprüft; der Antragssteller muss zuverlässig im Sinne des Waffengesetzes sein. Die Behörde holt dazu u. a. das erweiterte Führungszeugnis ein.
- Sachkunde. Der Bewerber muss die nötige Sachkunde nachweisen, der SKN ist dafür geeignet. Nicht geeignet dafür ist der Fachkundenachweis für Seenotsignalmittel (FKN).